# Flughafen Chichén Itzá

i8
i11
i13
Der Flughafen Chichén Itzá (spanisch Aeropuerto Internacional de Chichén Itzá, IATA-Code: CZA, ICAO-Code: MMCT) ist ein nur noch für Charterflüge geöffneter Flughafen bei der Ortschaft Kaua im Bundesstaat Yucatán in Mexiko. Er dient ausschließlich touristischen Zwecken.

## Lage
Der Flughafen Chichén Itzá befindet sich etwa 25 km südöstlich der archäologischen Stätte und etwa 1100 km (Luftlinie) nordöstlich von Mexiko-Stadt in einer Höhe von ca. 102 m. Die meisten Tagestouristen kommen aus der Großstadt Mérida (ca. 140 km nordwestlich) oder aus der Küstenstadt Cancún (ca. 170 km nordöstlich).

## Geschichte
Der Flughafen wurde im Jahr 2000 eröffnet, doch die Passagierzahlen erwiesen sich als für den Linienflugverkehr zu gering. Im Jahr 2019 wurde er mit großem Medienaufwand für den Charterverkehr wiedereröffnet.

## Flugverbindungen
Derzeit gibt es keinen Linienflugverkehr.